# Thinophilus cuneatus
Thinophilus cuneatus är en tvåvingeart som beskrevs av Meijere 1916. Thinophilus cuneatus ingår i släktet Thinophilus och familjen styltflugor. Inga underarter finns listade i Catalogue of Life.